# Selovec
Selovec – wieś w Słowenii, w gminie Dravograd. W 2018 roku liczyła 480 mieszkańców.